# Велечево (Рибник)
Велечево је насељено мјесто у општини Рибник, Република Српска, БиХ. Насеље је настало поделом и са садашњним насељем Велечево, које је у саставу општине Кључ, је било јединствено насеље. Према попису становништва из 1991. у некадашњем јединственом насељу је живјело 525 становника.

## Историја
Дејтонским споразумом насеље је припало Републици Српској, али је Споразумом о прилагођавању међуентитетске линије разграничења на подручју општина Сански Мост и Кључ, којим Федерација Босне и Херцеговине уступа Републици Српској насеље Копривна (општина Сански Мост), а Република Српска уступа Федерацији БиХ насеља Велечево и Дубочани (донетим 23. децембра 1997. године), насеље највећим делом ушло у састав Федерације БиХ, док је у Републици Српској остао мали ненастањен део.

## Становништво
| Демографија | Демографија | Демографија |
| Година      | Становника  | Становника  |
| ----------- | ----------- | ----------- |
| 1948.       | 321         |             |
| 1953.       | 343         |             |
| 1961.       | 431         |             |
| 1971.       | 474         |             |
| 1981.       | 481         |             |
| 1991.       | 525         |             |